# Андреј Павел
Андреј Павел (рум. Andrei Pavel; Констанца, 27. јануар 1974) бивши је румунски тенисер и тренер.

## Каријера
У каријери је освојио једну титулу на АТП Мастерс турнирима. Укупно је победио на 3 АТП турнира у синглу и 6 у дублу. Најбољи пласман на АТП листи је достигао октобра 2004. године када је био 13 тенисер света.
Након завршетка играчке каријере посветио се тренерском послу. Током 2011. године тренирао је српску тенисерку Јелену Јанковић.

## АТП Мастерс финала

### Појединачно 2 (1—1)
| Исход  | Година | Турнир | Противник     | Резултат      |
| Победа | 2001   | Канада | Патрик Рафтер | 7–6, 2–6, 6–3 |
| Финале | 2003   | Париз  | Тим Хенман    | 2–6, 6–7, 6–7 |